# Andrena maderensis
Andrena maderensis é uma espécie de insetos himenópteros, mais especificamente de abelhas pertencente à família Apidae.
A autoridade científica da espécie é Cockerell, tendo sido descrita no ano de 1922.
Trata-se de uma espécie presente no território português. Fauna Europaea version 2.6. Web Service disponível online em http://www.faunaeur.org.